# Chaetomium jodhpurense
Chaetomium jodhpurense är en svampart som beskrevs av Lodha 1964. Chaetomium jodhpurense ingår i släktet Chaetomium och familjen Chaetomiaceae.   Inga underarter finns listade i Catalogue of Life.